# Sword Art Online: Hollow Fragment
Sword Art Online: Hollow Fragment (jap. Originaltitel: ソードアート・オンライン －ホロウ・フラグメント－ Sōdo Āto Onrain: Horō Furagumento) ist ein Computer-Rollenspiel des japanischen Entwicklerstudios Aquria aus dem Jahr 2014 für PlayStation Vita. Anders als der Name suggeriert handelt es sich um kein Online-Spiel, sondern bezieht sich auf die zu Grunde liegende Light-Novel-Vorlage Sword Art Online und deren Anime-Verfilmung. Es ist der Nachfolger und ein Remaster zu Sword Art Online: Infinity Moment, der um einen neuen Handlungsstrang erweitert wurde. 2015 kam ein Director’s Cut mit der Bezeichnung Sword Art Online RE: Hollow Fragment für PlayStation 4 auf den Markt, der 2018 auch für Windows erschien. Ebenfalls 2015 erschien der Nachfolger Sword Art Online: Lost Song.

## Handlung und Spielprinzip
Hollow Fragment ist ein technisch verbessertes Remaster von Infinity Moment, dessen Spielinhalte vollständig enthalten sind, und erweitert diese mit The Hollow Area um einen neuen Erzählstrang sowie diverse weitere neue Inhalte. Sword Art Online steht in der Erzählung für ein virtuelles MMO-Universum, das seine meist jugendlichen Nutzer nicht mehr in die Realwelt entlässt, solange sie das Spiel nicht besiegen können. Für ihre Mitmenschen befinden sie sich solange in einem komatösen Zustand. Hollow Fragment greift die Handlung der 1. Staffel der Animeserie auf, in der die Figuren einen aus 100 Leveln bestehenden Dungeon namens Aincrad bewältigen müssen. Während der Anime diese Erkundung jedoch auf Level 75 beendet und zu einem neuen Handlungsstrang überleitet, verändert Hollow Fragment die Erzählung in diesem Punkt und lässt den Spieler bis Level 100 weiter vordringen. Ausgangspunkt ist die zentrale Stadt Arc Sofia. Während Aincrad ein klassischer, in Stockwerke aufgeteilter Rollenspiel-Dungeon ist, ist der Spielbereich des Hollow mehr an das Konzept offener Spielwelten angelehnt.
Held des Spiels ist die aus der Serie bekannte Hauptfigur Kirito, dessen Aussehen und Stimme angepasst werden können. Hauptbeschäftigung des Spiels sind actionreich inszenierte Echtzeitkämpfe, für die der Held Erfahrungspunkte sammelt, um damit seine Talente und Fähigkeiten auszubauen. Kirito kann dabei Figuren anheuern, um ihn durch die Spielwelt und bei der Erfüllung seiner Missionen zu begleiten. Ihnen kann der Spieler Aktionsbefehle geben oder auch zwischen den Gruppenmitgliedern wechseln.

## Entwicklung
Im August 2014 kam Hollow Fragment als Downloadtitel nach Europa. Für die RE-Fassung wurde die englische Übersetzung, die in der ursprünglichen Fassung starke Kritik erhalten hatte, deutlich überarbeitet. Hinzu kamen außerdem ein Online-Spielmodus und die Möglichkeit, eine weibliche Spielfigur zu erstellen. Die PC-Fassung kam erstmals im August 2018 über die Online-Vertriebsplattform Steam auf den Markt.

## Rezeption
Das Spiel erhielt gemischte Kritiken.

“I wanted to love Sword Art Online: Hollow Fragment for its enjoyable exploration and addictive combat. Unfortunately, the embarrassing romance system, confusing Hollow Missions and wonky translation overshadowed any fun I was having.”

„Ich wollte Sword Art Online: Hollow Fragment für seine unterhaltsame Spielwelterkundung und seine fesselnden Kämpfe gerne mögen. Leider überschatteten das peinliche Romanzensystem, die verwirrenden Hollow-Missionen und die schwache Übersetzung jede Form von Spaß, die ich bis dahin hatte.“

“Solid and definitely have an audience. There could be some hard-to-ignore faults, but the experience is fun.”

„Solide und wird sicherlich ein Publikum haben. Einige Fehler könnten schwer zu ignorieren sein, aber es ist eine spaßige Erfahrung.“

„Spielerisch ordentliches und sehr umfangreiches Action-RPG für Fans der Vorlage.“

Das Spiel kam in Japan in der ersten Verkaufswoche ab 24. April 2014 auf mehr als 145.000 verkaufte Exemplare und erreichte damit Platz 1 der Gesamtverkaufcharts, bis August 2014 stiegen diese auf 238.500 an. Im Oktober 2014 verkündete Publisher Bandai Namco weltweit 400.000 ausgelieferte Exemplare. Dezember 2014 belief sich der Absatz laut Produzent Takasuke Futami auf ca. 450.000 Kopien, davon 280.000 auf dem heimischen Markt, 70.000 in Nordamerika und 90.000 auf den asiatischen Märkten. Da die Verkaufszahlen besser ausfielen als beim Vorgänger Infinity Moment, erfüllte das Spiel die vorher kommunizierten Voraussetzungen für die Entwicklung eines Nachfolgers. Dieser erschien 2015 unter dem TitelSword Art Online: Lost Song.